# Скумпія (Молдова)
Скумпія (рум. Scumpia) — село у Фалештському районі Молдови. Адміністративний центр однойменної комуни, до складу якої також входять села Гиртоп, Мегурянка та Ніколаєвка.

## Населення
За даними перепису населення 2004 року у селі проживали 3308 осіб.
Національний склад населення села:
| Національність       | Кількість осіб | Відсоток     |
| -------------------- | -------------- | ------------ |
| молдавани румуни     | 3274 1         | 99,0% < 0,1% |
| українці             | 24             | 0,7%         |
| росіяни              | 6              | 0,2%         |
| болгари              | 1              | < 0,1%       |
| інша / без відповіді | 2              | 0,1%         |
| Всього               | 3308           | 100%         |